# Tivodrassus ethophor
Tivodrassus ethophor là một loài nhện trong họ Gnaphosidae.
Loài này thuộc chi Tivodrassus. Tivodrassus ethophor được Ralph Vary Chamberlin & W. Ivie miêu tả năm 1936.